# Castell de Bellveí
El castell de Bellveí  es troba al bell mig del nucli de població homònim, a llevant del municipi de Torrefeta i Florejacs (Segarra), i està declarat com a bé cultural d'interès nacional.

## Història
L'indret fou conquerit pels comtes i bisbes d'Urgell a l'inici del segle xi. Una de les primeres mencions documentals data de l'any 1040, en què apareix citat entre les fortaleses pertanyents a la canònica de la Seu d'Urgell en l'acta de consagració. La supeditació a l'església urgellesa es confirma en un document de l'any 1046-1047 en el qual el bisbe Guillem d'Urgell i els canonges de la Seu reconeixen la cessió del castell a favor del vescomte Guillem Miró, en virtut d'una convinença pactada entre el seu pare Miró i el bisbe Ermengol. (Donat que el bisbe Ermengol va morir el 1035, s'ha de suposar que abans d'aquesta data ja existia el castell de Bellveí). Bellveí formà una quadra autònoma dins el terme de Guissona, la qual és documentada des del 1047; consta que en aquest any els esposos Guillem i Adalèn vengueren al sacerdot Guillem una peça de terra in quadra de Belovezino pel preu de sis sous. Dels senyors de la quadra hi ha poques notícies posteriors.
El 1196, en un document de Ramon de Cervera hi signa Ramon de Belvedino, que podria tractar-se del castlà de Bellveí. Altres personatges cognomenats Bellveí es documenten en escriptures dels segles xii i xiii. Segons els fogatjaments del segle xiv, era senyorejat per la família dels Sacirera (consten 10 focs en 1365-70 i 14 focs el 1380) i al segle xv ho va ser pels Agulló-Pinós, que reberen de Felip V, a l'inici del segle xviii, el marquesat de Gironella i que en van mantenir els drets fins a l'abolició dels senyorius jurisdiccionals al segle xix.

## Arquitectura
Com tants altres castells de la comarca, en perdre la funció militar al segle xvi, va transformar-se en un gran casal senyorial que és el que ens ha pervingut en gran manera, tot i que molt transformat per les successives divisions en habitatges separats. Es devia construir en època de Miquel d'Agulló i de Pinós.
La façana oest és la més interessant de tot l'edifici; en aquesta trobem una porta d'accés a mà dreta amb una llinda de pedra que conté la inscripció «FETA A FER PER RAMON GADIEL». A la segona planta veiem dues portes balconeres amb balcó i barana de ferro forjat, una de les quals conté una llinda amb la data «1700» inscrita al centre. En aquesta mateixa planta observem un parell de finestres amb ampit d'escàs interès.
A la façana nord hi ha un gran contrafort. A la segona planta s'obre una porta balconera amb balcó de forja, mentre que a l'esquerra d'aquesta apareix una finestra simple. La planta superior encapçala l'edifici amb dues finestres rectangulars més. A la façana sud-est prenen un gran protagonisme unes escales que donen accés a una estructura cilíndrica que antigament funcionava com a cisterna. Algunes de les obertures d'aquesta façana han estat tapiades, degut al deteriorament que sofreix aquesta part de l'edifici. Per acabar, la façana sud presenta una sèrie de finestres rectangulars de diferents dimensions.